# Fresnillo (företag)
Fresnillo plc är ett brittisk-mexikanskt multinationellt gruvföretag som har verksamheter i Chile, Mexiko och Peru. De bryter guld och silver i sina gruvor. Företaget var år 2020 världens största producent av just silver. De ägs till 75% av Peñoles.
Företaget grundades 2008 när Peñoles knoppade av Fresnillo i syfte att ha det som ett brittiskt publikt aktiebolag och där aktierna skulle handlas på London Stock Exchange.
Fresnillo är registrerat i London i England i Storbritannien men har sitt huvudkontor i Mexico City i Mexiko.

## Närvaro
Fresnillo har närvaro på följande delstater och länder:
| Mexiko - Chihuahua - Durango - Sonora - Zacatecas | Internationellt - Chile - Peru |